# Joaquim Vieira Ferreira
Joaquim Vieira Ferreira (Maranhão, 9 de fevereiro de 1841 — Niterói, 17 de novembro de 1913) foi um engenheiro brasileiro.
Casou em 5 de setembro de 1867 com Elisa Augusta Gomes do Val (Rio das Flores, 29 de julho de 1846 — Rio de Janeiro, 19 de julho de 1916), pianista, irmã do engenheiro João Gomes do Val.
Foi engenheiro da Estrada de Ferro D. Pedro II, da Estrada de Ferro Leopoldina e da Estrada de Ferro Rio das Flores.
De acordo com portaria do Ministério da Agricultura, Comércio e Obras Públicas, de 21 de novembro de 1876, indicando uma comissão com a tarefa específica de localizar e medir terras devolutas na região sul de Santa Catarina, fundou as colônias italianas de Azambuja e Urussanga.